# マーク・デイビス (プロレスラー)
マーク・デイビス（英語: Mark Davis、1990年8月20日 - ）は、オーストラリアのプロレスラー。クイーンズランド州ブリスベン出身。本名 : デイビス・パスフィールド（英語: Davis Passfield）。
カイル・フレッチャーとのタッグチーム、オージー・オープン（英語: Aussie Open）での活躍で知られる。

## 来歴
プロレスラーになるためアメリカに渡り、現地でクラウディオ・カスタニョーリ、クリス・ヒーローらとトレーニングを積み、2007年にプロレスデビュー。地元ブリスベンを拠点とするプロモーション、プロレスリング・アライアンス・クイーンズランド（英語: Pro Wrestling Alliance Queensland）を中心にオーストラリアのインディーシーンで活躍。本業の仕事があったため、週末に試合をこなすパートタイムな生活を送っていたが、手術が必要なほどの怪我を負ってしまったことをキッカケに、一からプロレスに取り組みたいという気持ちが芽生え、2017年から予てより関心を寄せていたイギリスへと引っ越した。
活動拠点をイギリスに改めたデイビスは、オーストラリア出身でほぼ同時期にイギリスを主戦場としていたカイル・フレッチャーと共に「オーストラリアからやってきた2人組」としてタッグを組んでほしいというブッキングを受け、7月にフレッチャーとタッグチーム、オージー・アサルト（のちにオージー・オープンに改名）を結成した。16日にカーディフを拠点とするプロモーション団体、ATTACK!プロレスリングに参戦。タッグ王座を保持するカラマリ・キャッチ・キングス（クリス・ブルックス & キッド・ライコス）に勝利、フレッチャーと共に同王座を獲得した。その後はレボリューション・プロレスリング（以下「RevPro」）を中心にイングランド各地のプロモーションを転戦、2018年5月にはイギリスツアーを行っていたROH、9月にはドイツのウエストサイド・エクストリーム・レスリングにも参戦した。2019年5月10日には、鈴木みのる & ザック・セイバーJr.が保持するRPWブリティッシュ・タッグ王座に挑戦し勝利、王座を奪取した。
2019年8月、新日本プロレスが主催するRoyal Questの出場を賭けたタッグ・トーナメントにオージー・オープンとして出場し優勝。31日にゲリラズ・オブ・デスティニー（タマ・トンガ & タンガ・ロア）の保持するIWGPタッグ王座に挑戦したが、フレッチャーがスーパーパワーボムに敗れた。
10月、デイビスは自身のTwitterで、前十字靭帯および内側側副靱帯断裂による長期欠場を発表。2021年2月12日、故郷・オーストラリアのプロモーション、PWA Black Label主催の大会で復帰戦を行い、ジェネレーション・ナウ（リッキー・サウス & マティー・ウォールバーグ）に勝利した。5月8日にベロシティーズ（ジュード・ロンドン & パリス・デ・シルバ）の保持するPWAタッグ王座を奪取。9月19日にRevPro主催の大会でデスティネーション・エブリウェア（マイケル・オク & コナー・ミルズ）の保持するブリティッシュタッグ王座と、PWAタッグ王座が懸けられたダブルタイトルマッチを制しタッグ二冠王に輝く。同大会のメインイベント終了後、フレッチャーと共にウィル・オスプレイを筆頭としたユニット、UNITED EMPIREに加入した。

## タイトル歴
ATTACK! プロレスリング
- ATTACK! 24/7 王座 : 3回
- ATTACK! タッグ王座 : 2回

パートナーはカイル・フレッチャー×2
NWAオーストラリアン・レスリング・アライアンス
- NWA AWAヘビー級王座 : 2回

PWA Black Label
- PWAヘビー級王座 : 1回
- PWAタッグ王座 : 1回

パートナーはカイル・フレッチャー
ウエストサイド・エクストリーム・レスリング
- wXw世界タッグ王座 : 2回

パートナーはカイル・フレッチャー×2
オーバー・ザ・トップ・レスリング
- OTTタッグ王座 : 1回

パートナーはカイル・フレッチャー
新日本プロレス
- STRONG無差別級タッグ王座 : 2回（初代、第3代）

パートナーはカイル・フレッチャー
- IWGPタッグ王座 : 1回（第98代）

パートナーはカイル・フレッチャー
- NJPW STRONG無差別級タッグチームトーナメント 優勝（2022年）

パートナーはカイル・プレッチャー
ディファイアント・レスリング
- ディファイアント・タッグ王座 : 2回

パートナーはカイル・フレッチャー×2
ファイト・クラブ・プロ
- FCP王座 : 1回

プログレス・レスリング
- プログレス・タッグ王座 : 2回

パートナーはカイル・フレッチャー×2
プロレスリング・アライアンス・クイーンズランド
- PWAクイーンズランド王座 : 1回

ホープ・レスリング
- ホープ 24/7 ハードコア王座 : 5回
- ホープ・タッグ王座 : 1回

パートナーはカイル・フレッチャー
レボリューション・プロレスリング
- RPWブリティッシュ・タッグ王座 : 2回（第21、25代）

パートナーはカイル・フレッチャー×2